# Gianni Bettini
Pour les articles homonymes, voir Bettini.
Gianni Bettini, né en 1860 à Novare et mort en 1938 à Sanremo, est un inventeur italien qui s'est intéressé au développement du phonographe et dont les découvertes ont permis de réaliser des progrès importants dans le domaine de la technique de la prise de vue et de la projection d'images cinématographiques.

## Biographie
Le lieutenant de cavalerie italien Bettini quitte très tôt l'armée et son pays pour l'Amérique dans les années 1890.

### Le son

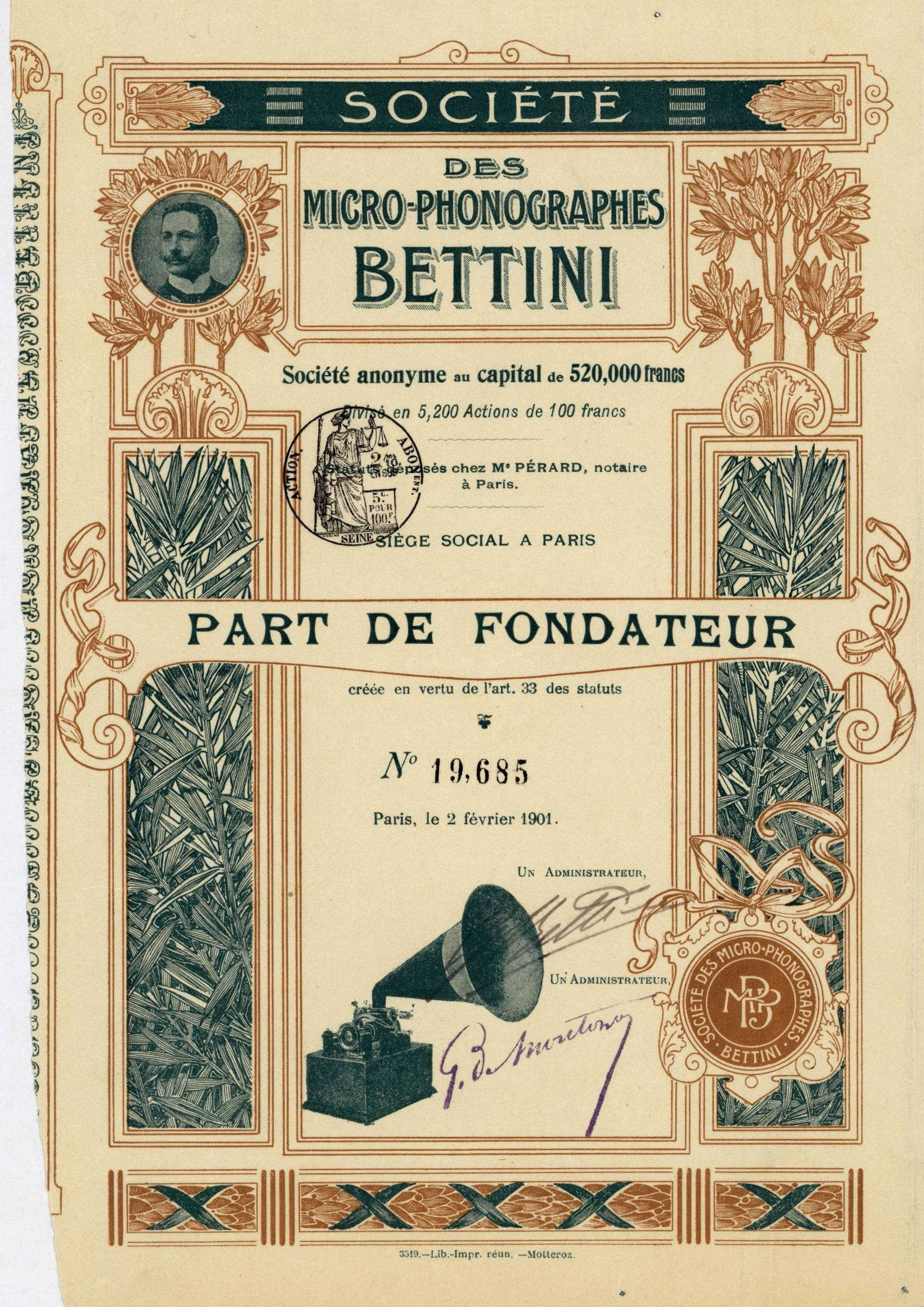
Part de Fondateur de la Soc. des Micro-Phonographes Bettini en date du 2 fevrier 1901

Audiophile de la première heure, il crée à New-York, une compagnie dont les phonographes et les enregistrements lui apportent une certaine réputation.
En 1898, il crée en France la Société des Micro-Phonographes Bettini, au capital de 850 000 francs dont le siège se situe au 23, boulevard des Capucines à Paris.
On lui doit d'extraordinaires enregistrements notamment du pape Léon XIII en 1903, de l'écrivain Mark Twain et du Président des États-Unis Benjamin Harrison. Malheureusement, s'il reste aujourd'hui quelques cylindres de Bettini, la plupart d'entre eux ont été détruits pendant la Première Guerre mondiale. Son catalogue d'enregistrements d'opéra faisait douze pages et, s'il s'adressait à une clientèle spécifique c'est en raison d'un coût du cylindre six fois supérieur à celui de Thomas Edison (Six dollars contre moins de un)

### Le cinéma
En 1908, Bettini tente, sans succès, de trouver des partenaires financiers pour monter la Société Anonyme du Kino-Plak qui doit permettre d'enregistrer et de reproduire des vues animées au moyen de plaques photographiques. Ce système consiste à prendre 1 032 photographies sur une plaque de verre de format 13 × 18 cm au lieu d'utiliser une pellicule inflammable.
À partir de 1910, il dépose plusieurs brevets où, si le principe est conservé, les plaques utilisées sont d'un format légèrement plus important que le 13 x 18 et où le nombre de vues de taille supérieure, est réduit à 576.
En 1913, les images sont enregistrées sur un disque de verre.
En 1914, Bettini part sur le front français et devient correspondant du journal le Gaulois.
En 1917, il repart aux États-Unis où il poursuit ses travaux sur le cinéma à plaques. Il dépose trois nouveaux brevets dans les années 1920.

## Brevets
- 9926 du 15/8/1889 : Appareil d'enregistrement et de reproduction de sons (Espagne)
- 21381 du 25/8/1897 : Améliorations des phonographes (Espagne)
- FR433913 du 9/11/1910 : Système de prise et de projection de vues cinématographiques avec déplacement du système optique (France)
- FR474419 du 26/11/1913 : Appareil cinématographique (France)